# میتلنکیرشن
میتلنکیرشن (به آلمانی: Mittelnkirchen) یک شهر در آلمان است که در Lühe واقع شده‌است. میتلنکیرشن 1017 نفر جمعیت دارد.